# Berggrund (vid Replot, Korsholm)
Berggrund är en ö i Finland. Den ligger i Norra kvarken och i kommunen Korsholm i den ekonomiska regionen  Vasa i landskapet Österbotten, i den västra delen av landet. Ön ligger omkring 13 kilometer nordväst om Vasa och omkring 380 kilometer nordväst om Helsingfors.
Öns area är 2,5 hektar och dess största längd är 300 meter i nord-sydlig riktning.